# Franz Xaver Schwarz (Orgelbauer)

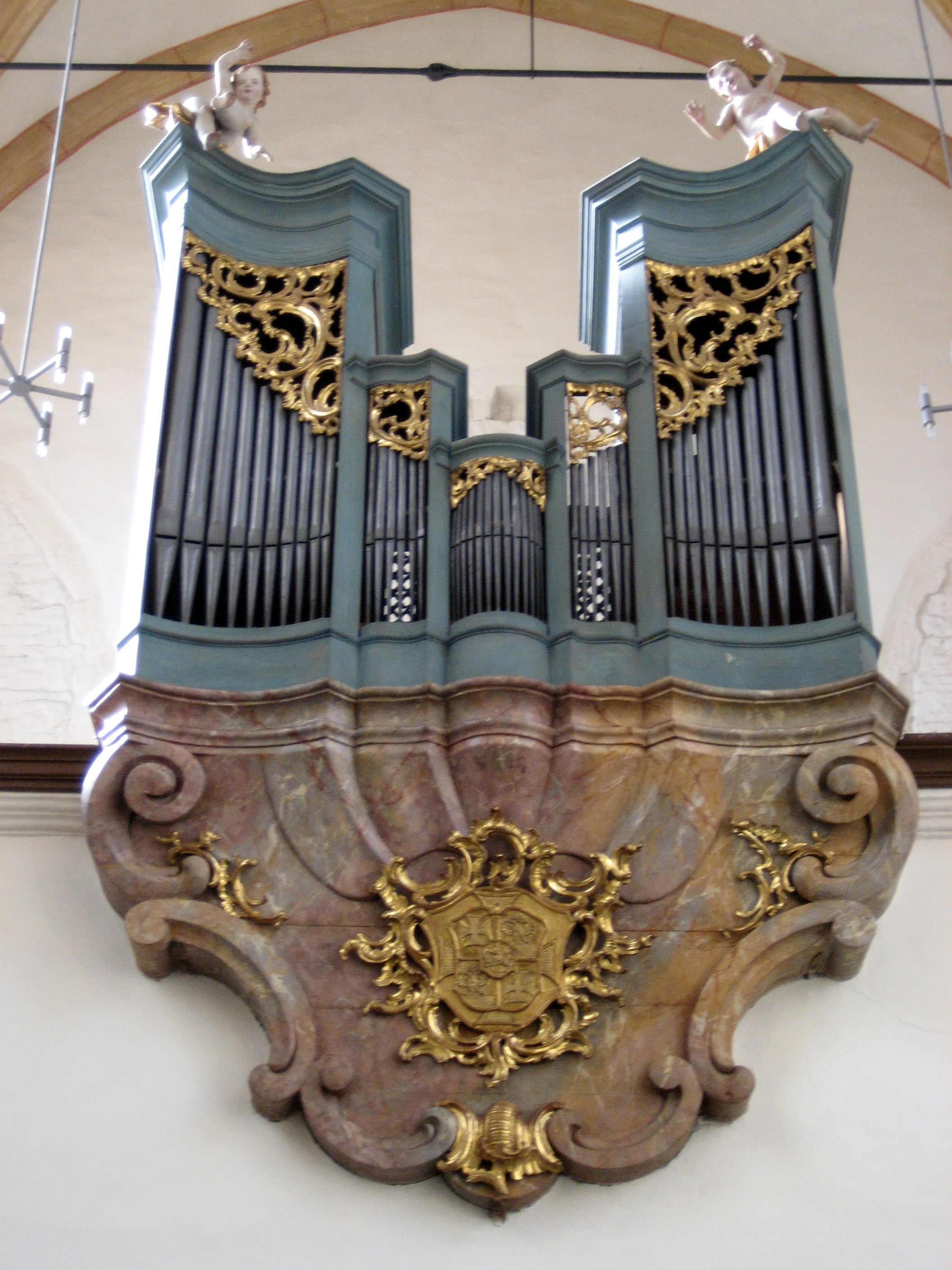
Leechkirche

Franz Xaver Schwarz (* ca. 1743 in Graz; † 26. Jänner 1810 ebenda) war ein österreichischer Orgelbauer.

## Leben
Franz Xaver Schwarz war Sohn von Ferdinand Schwarz. Er erlernte er ebenso wie dieser das Orgelbauerhandwerk. Er führte den väterlichen Betrieb, der von seinem Großvater Andreas Schwarz begründet worden war, ab 1773 erfolgreich weiter. Er begann auch wieder mit dem Bau von Rückpositiven, war in der Steiermark zu jener Zeit auch der Bau von Unterwerken sehr gebräuchlich. Von ihm von 40 Orgeln gefertigt, viele davon in evangelischen Toleranzkirchen in Westungarn bzw. Burgenland, deren Bau nach dem Toleranzpatent von Kaiser Joseph II. ab 1781 gestattet war.

## Werkliste
| Jahr | Ort                 | Gebäude                                  | Bild | Manuale | Register | Bemerkungen                                               |
| ---- | ------------------- | ---------------------------------------- | ---- | ------- | -------- | --------------------------------------------------------- |
| 1773 | Graz (Geidorf)      | Leechkirche                              |      | I/P     | 7        | [ 1 ]                                                     |
| 1780 | Weiz                | Weizbergkirche                           |      | II/P    | 24       | nur Gehäuse erhalten, seit 2001 Orgel von Mathis Orgelbau |
| 1786 | Stadtschlaining     | Evangelische Pfarrkirche Stadtschlaining |      | I/P     | 10       |                                                           |
| 1788 | Ebersdorf           | Pfarrkirche St. Andreas                  |      | I/P     | 9        |                                                           |
| 1797 | Edelschrott         | Pfarrkirche Edelschrott                  |      | I/P     | 10       | Disposition                                               |
| 1805 | Ramsau am Dachstein | Evangelische Pfarrkirche                 |      | I/P     | 12       | Gehäuse erhalten                                          |
| 1807 | Badersdorf          | Filialkirche Kreuzerhöhung               |      | I/P     | 8        | [ 2 ]                                                     |
| 1809 | Hollenegg           | Patrizikirche Hollenegg                  |      | I/P     | 9        |                                                           |